# Grancona
Grancona é uma comuna italiana da região do Vêneto, província de Vicenza, com cerca de 1.741 habitantes. Estende-se por uma área de 12 km², tendo uma densidade populacional de 145 hab/km². Faz fronteira com Brendola, Lonigo, San Germano dei Berici, Sarego, Villaga, Zovencedo.

## Demografia
| Variação demográfica do município entre 1861 e 2011                               |
|                                                                                   |
| Fonte: Istituto Nazionale di Statistica (ISTAT) - Elaboração gráfica da Wikipedia |